# Thomas C. Hennings

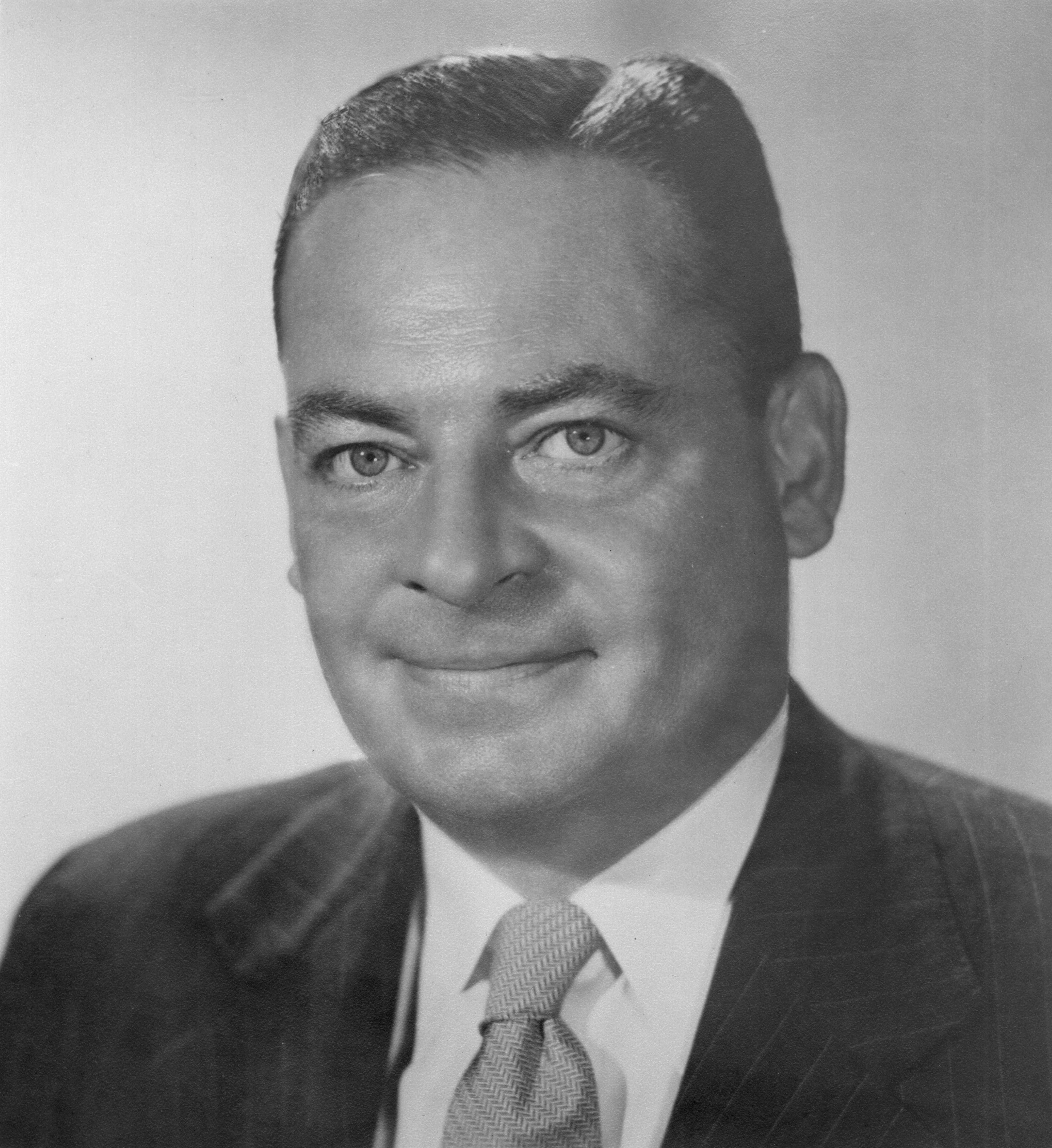
Thomas C. Hennings

Thomas Carey Hennings, Jr., född 25 juni 1903 i Saint Louis, Missouri, död 13 september 1960 i Washington, D.C., var en amerikansk demokratisk politiker. Han representerade delstaten Missouri i båda kamrarna av USA:s kongress, först i representanthuset 1935-1940 och sedan i senaten från 3 januari 1951 fram till sin död.
Hennings avlade 1924 grundexamen vid Cornell University. Han avlade sedan 1926 juristexamen vid Washington University in St. Louis. Han inledde 1926 sin karriär som advokat i St. Louis.
Hennings efterträdde 1935 James Edward Ruffin som kongressledamot. Han omvaldes två gånger till representanthuset. Han avgick 31 december 1940 som kongressledamot.
Hennings besegrade sittande senatorn Forrest C. Donnell i senatsvalet 1950. Han omvaldes 1956. Han avled fyra år senare i ämbetet.
Hennings grav finns på Arlingtonkyrkogården.